# Димади, Мария
Мария Димади (греч. Μαρία Δημάδη; 1907, Агринион — 31 августа 1944, Агринион — одна из самых известных героинь движения Сопротивления в Греции.
Кроме прочих заслуг перед греческим Сопротивлением и в силу предоставленной ею вовремя информации именуется “спасительницей Правительства гор”. 
Является персонажем книг и телесериала, её именем названа площадь города Агринион. 

## Биография
Мария Димади родилась в городе Агринион 7 мая 1907 года, в семье гинеколога Костаса Димадиса и Эразмии, дочери известного в округе торговца табаком Панагопулоса. Отец учился в Париже, писал стихи и рассказы. 
Мария также писала стихи, рисовала, учила французский и немецкий. 
В возрасте 19 лет родители выдали замуж за местного юриста, который был значительно старше её. Вскоре она разошлась с мужем, который забрал их дочку Хариклею и уехал из города. 
В конце 30х годов, отдыхая в селе Агиос Власиос, заболела тифом, который оставил следы на её лице. 
Дядя по материнской линии, который был торговцем табака в Германии, оплатил её поездку и пластическую операцию в Германии, где она усовершенствовала своё знание немецкого языка.

## 1941 год
Победоносная для греческого оружия греко-итальянская война (1940-1941) вынудила вмешаться Нацистскую Германию. 6 апреля 1941 года на помощь итальянцам пришёл Вермахт, вторгнувшийся в Грецию с территории союзной немцам Болгарии. После падения Крита в конце мая территория Греции была разделена на три зоны оккупации – немецкую, итальянскую и болгарскую. 
Западная греческая провинция Этолия и Акарнания, как и бо́льшая материковая часть страны была закреплена за итальянцами, но немцы оставили за собой ряд ключевых стратегических позиций, установив таким образом в провинции своего рода двоевластие. 
По всей Греции инициативу по разворачиванию сил Сопротивления взяла на себя компартия Греции, создавшая широкий Национально-освободительный фронт Греции (ЭАМ), а затем — созданную фронтом - армию ЭЛАС.
По одним сведениям Мария была посвящена в Сопротивление своим двоюродным братом Т. Панагопулосом который был членом ЭАМ. 
Ф .Геладопулос в своей книге пишет, что была посвящена своими соседями, архитектором Костасом Казандзисом и врачом Димитрисом Панопулосом. 
Он же пишет что в её загородном доме в селе Платанос состоялась первая конференция ЭАМ региона и что она была первой женщиной в рядах организации Национальная Солидарность (Εθνική Αλληλεγγύη) в регионе.

## Агент ЭАМ-ЭЛАС
Мария уже была членом подполья, когда штаб немецкого гарнизона объявил что ему нужны переводчики. Её знание немецкого и французского языков, пребывание в Германии (а по некоторым сведениям она училась немецкой филологии в Гамбурге) делали её кандидатуру наиболее подходящей. 
Должность переводчицы дала ей доступ к секретной информации. 
Её связным был священник Папавалис, который представился её дядей и под предлогом родственных отношений часто посещал её в офисе немецкого гарнизона. 
Сплетни о её отношениях с австрийцем полковником Торманом не имели основания, но, как позже писала её внучка, шпион не может постоянно заявлять что он шпион, чтобы о нём не думали плохо. 
Полковник Торман действительно испытывал к ней симпатию, заявляя к тому же что она невероятно похожа на его супругу 
В период Великого голода ей удалось через гарнизон организовать сбор кукурузы, пшеницы и масла для неимущих, при том что 20% процентов действительно шёл неимущим, остальные 80% были посланы партизанам 
Имея доступ к соответствующей информации, передавала информацию о передвижении частей Вермахта в регионе партизанам ЭЛАС.
В частности информация переданная М. Димади 2/39 полку ЭЛАС стала предпосылкой разгрома колонны Вермахта в Сражении при Миртье 10 июля 1943 года 
Димади также информировала ЭЛАС о планах Вермахта развернуть масштабную карательную операцию в направлении Карпенисиона где находилось т.н. “Правительство гор”. В ноябре 1943 года, 50 тысяч солдат Вермахта, наступавшие из Агриниона с запада и Ламии с востока, должны были сойтись клиньями в районе Карпенисиона. Предупреждённое М. Димади Правительство гор избежало опасности. Газета греческих коммунистов именует Димади “спасительницей Правительства гор” 
После боя у села Кенурьо 5 июля 1944 года, в ходе которого бойцами ЭЛАС были убиты около 70 солдат Вермахта, Димади информировала партизан о намерении оккупационных властей произвести в селе облаву и расстрелы. В результате жители села бежали и избежали расстрелов.
Во многих случаях Димади способствовала освобождению заключённых, среди которых были и участники Сопротивления, среди последних Yitzchak Kerem из Еврейского университета Иерусалима отмечает, что Мария спасла жизнь заключённого С. Лазаридиса (в действительности еврея Isaac «Жак» Eliezer).
Существенным вкладом было и её содействие для выдачи специальных пропусков оккупационных властей участникам Сопротивления.

## Смерть
За несколько недель до своего ухода (14 сентября 1944 года) немцам стала известна её роль в Сопротивлении. Источники сходятся на том что информация поступила от коллаборационистов из Батальонов безопасности, в частности от майора Толиопулоса. Но её убийство интересовало более коллаборационистов, нежели немцев –Мария знала слишком много. Она была расстреляна коллаборационистами 31 августа напротив тюрьмы в селе Агиа Триада.

## Память
В начале 60х годов исследователь Филипп Геладо́пулос обнаружил заброшенный дом семьи Димади. Получив начальную информацию, Геладопулос на протяжении 20 лет собирал по крупицам информацию о героине и ответственных за её смерть.
Это стало целью его жизни. При этом в годы последовавшие после Гражданской войны (1946-1949) он подвергал себя опасности со стороны бывших коллаборационистов и полиции. 
К 1984 году, в более спокойной политической обстановке, он решил что собрал достаточную информацию о героине и ответственных за её убийство. Он издал книгу “Мария Димади, героиня Сопротивления” («Μαρία Δημάδη, η ηρωίδα της Αντίστασης») выдержавшую несколько изданий. Последовала книга “Память и элегия” («Μνήμες και ελεγεία») с 57 стихотворениями в память Марии, полученными из многих стран мира. 
В 1987 году, основываясь на книге Геладопулоса, жизнь и подвиг Марии Димади была экранизирована в телевизионном сериале.
Именем Марии Димади названа площадь в Агринионе 